# 宝剑 (塔罗牌)
在塔羅牌中，寶劍是小阿爾克那中的一個花色。在四要素中象徵風之要素，風屬性的星座包括雙子座、天秤座和水瓶座，都是飄忽多變的星座。長形的寶劍可見寶劍是陽性的牌組，而且更屬陽中之陽，代表的是男性性格中的實在心理活動層面。牌組所代表的大都是人的變動、衝突的意思。所以一般而言寶劍牌的牌義都較為負面。在問及跟行動有關的問題時很多寶劍牌便表示塔羅牌提醒問卜者最好要冷靜點、保持理性智慧了，當然亦需顧及當時牌陣的實際情況才能再作解釋。至於寶劍宮廷牌，一般設想人格特徵為比較充理理性但冷淡。
在希臘神話中，代表的是俄瑞斯忒斯為父報仇的故事中的寶劍。故事講述Orestes在特洛伊戰爭後因父親被妻子的情夫所殺而不能返回家鄉。八年後，他重回雅典手刃殺父仇人。